# Silja Line
Silja Line (Tallink Silja Oy) est une compagnie maritime finlandaise filiale du groupe estonien Tallink depuis 2006. L'entreprise exploite des cruise-ferries entre la Finlande et la Suède et transporte, ce faisant, environ cinq millions de passagers et 300 000 automobiles chaque année. Elle constitue à ce titre l'un des principaux opérateurs sur son marché. Fondée en 1957 comme une marque commerciale mise en place par l'association de quatre armateurs finlandais et suédois, elle deviendra au fil des années une référence en matière de qualité grâce à sa flotte ayant compté quelques-uns des plus grands ferries du monde.

## Histoire
Les origines de Silja Line remontent à l'année 1904 lorsque deux compagnie maritime finlandaises, la Finska Ångfartygs Aktiebolaget (FÅA) et la Steamship Company Bore, mettent en place un partenariat pour l'exploitation des lignes maritimes entre la Finlande et la Suède. Ce partenariat, devant prendre fin en 1909, est reconduit en 1910. En 1918, après la fin de la Première Guerre mondiale, un nouveau partenariat est établi avec, cette fois-ci, la participation de la société suédoise Rederi AB Svea. À l'origine, cette collaboration ne s'applique que sur la ligne entre Turku et Stockholm, mais s'étendra à la ligne Helsinki - Stockholm à partir de 1928. En 1952, chacune des trois sociétés commande un navire identique pour la ligne Helsinki - Stockholm afin d'offrir un nombre suffisant de places pour convoyer les spectateurs des Jeux olympiques d'été de 1952 se déroulant à Helsinki. Seul l‘Aallotar de la FÅA sera achevé à temps pour les jeux. Au même moment, un nouveau terminal est construit à Helsinki au sud du port. Celui-ci est actuellement toujours utilisé par Silja Line.

### 1957-1970

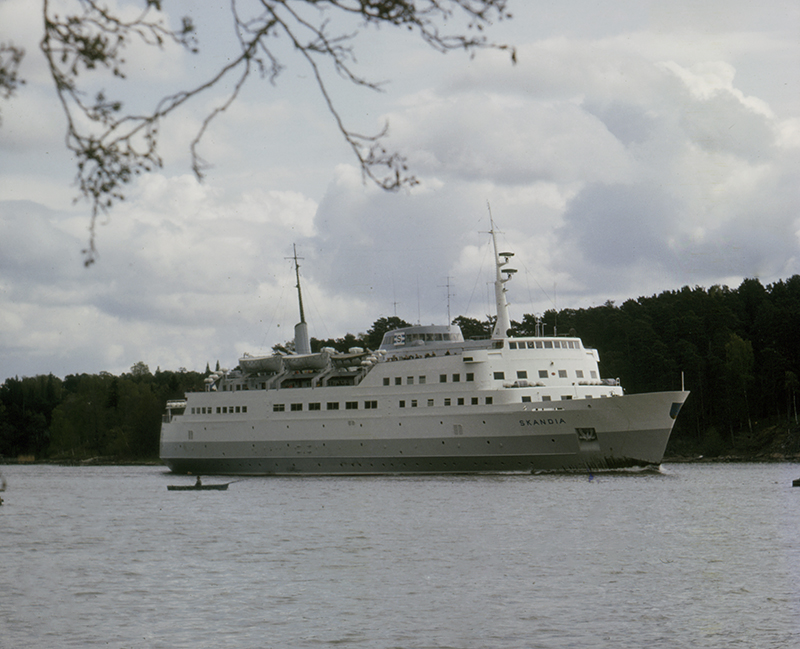
Le Skandia, premier navire construit pour Silja.

Dans les années 1950, l'automobile se démocratise de plus en plus et devient le moyen de transport familial dominant. Les trois compagnies collaboratrices décident alors de profiter de cet essor pour exploiter un nouveau type de navire ayant fait son apparition il y a quelques années, le car-ferry, navire conçu pour transporter des passagers et un certain nombre de véhicules. En 1957, les trois compagnies créent la filiale Oy Siljavarustamo / Siljarederiet Ab. La nouvelle société commence son activité avec deux petits vapeurs d'occasion, le Silja et le Warjo, vieillissants et se révélant vite inadaptés au trafic. Il faudra attendre 1961 pour que la compagnie réceptionne le Skandia, premier car-ferry conçu pour les lignes de la mer Baltique, qui sera rejoint par un sister-ship, le Nordia, en 1962. La flotte sera complétée en 1966 par le Fennia, nettement plus imposant. Deux autres nouveaux navires, le Botnia et le Floria, de conception voisine de celle du Skandia, sont livrés respectivement en 1967 et 1970,.
Malgré la création de Silja, FÅA, Bore et Svea continuent toujours d'exploiter des navires sous leurs couleurs respectives sur les mêmes lignes. Cela évoluant vers une situation complexe où les quatre armateurs commercialisent leurs services sous la même entité. En Finlande, le groupe est surnommé "Ruotsinlaivat" (littéralement, les "Navires de la Suède" ou les "Navires vers la Suède") tandis qu'en Suède, celui-ci est dénommé "Det Samseglande" (Ceux qui naviguent ensemble), "Finlandsbåten" (les Navires de la Finlande) ou "Sverigebåten" (les Navires suédois). Dans les deux pays, le nom des quatre sociétés est affiché parallèlement à celui du groupe.

### 1970-1980
En 1967, trois des compagnies rivales de Silja se sont associées pour former Viking Line, qui deviendra le principal rival de Silja durant les prochaines décennies. FÅA, Bore et Svea réalisent rapidement qu'une union similaire serait préférable à la fragmentation actuelle du groupe. En 1970, de grands changements s'opèrent au sein des propriétaires, les navires de chacune des trois compagnies sont regroupés au sein d'une flotte exploitée sous le nom commercial de Silja Line. Tous les navires sont peints en blanc avec les logos de Silja Line sur les flancs, ainsi qu'un dessin représentant un phoque, qui deviendra la célèbre emblème de la compagnie. Les cheminées des navires conservent néanmoins les couleurs de leurs propriétaires respectifs, ainsi, il est facile, même à distance, d'identifier l'armateur du navire. Les cheminées des bâtiments de Svea sont blanches avec un grand S noir, celles de FÅA sont noires avec deux bandes blanches et celles de Bore sont jaunes avec une bande bleue et une croix blanche.
Avant que les sociétés ne se réorganisent en profondeur, Silja avait déjà commandé deux nouveaux navires aux chantiers Dubigeon de Nantes, en France, pour la ligne entre Helsinki et Stockholm. Ces navires sont livrés en 1972, il s'agit des sister-ships Aallotar et Svea Regina appartenant respectivement à FÅA et Svea. Le nombre de passagers transportés depuis Helsinki ne cesse cependant de croître et en 1973, les trois compagnies commandent chacune un navire identique aux chantiers Dubigeon. Le deux premiers navires sont livrés au printemps 1975, il s'agit des Wellamo et Svea Corona. Le troisième navire, baptisé Bore Star, est livré en décembre de la même année. Cependant, en saison hivernale, le nombre de places offertes est supérieur par rapport à la demande, le Bore Star est donc affrété par Finnlines au cours des hivers 1975-1976 et 1976-1977. En 1976, FÅA change de nom et devient Effoa (Epellation phonétique finnoise de "FÅA"). Vers la fin des années 1970, les vieux ferries Ilmatar et Regina d'Effoa sont employés pour des mini-croisières en mer Baltique, dans les fjords norvégiens et dans l'Atlantique sous le nom commercial Silja Cruises.

### 1980-1986
En 1979, Svea et Effoa commandent deux nouveaux navires jumeaux aux chantiers Wärtsilä de Turku pour la ligne Helsinki - Stockholm. La société Bore décide, quant à elle, de ne plus construire de navires et de quitter la collaboration pour se consacrer au transport de fret. Les deux navires de Bore sont vendus à Effoa et les parts restantes sont réparties entre cette dernière et Svea. Au cours de l'année 1980, une grève générale de la marine marchande fait rage en Suède et en Finlande et paralyse complètement le trafic maritime. Cette grève a également pour conséquence de mettre fin aux services de Silja Cruises. 

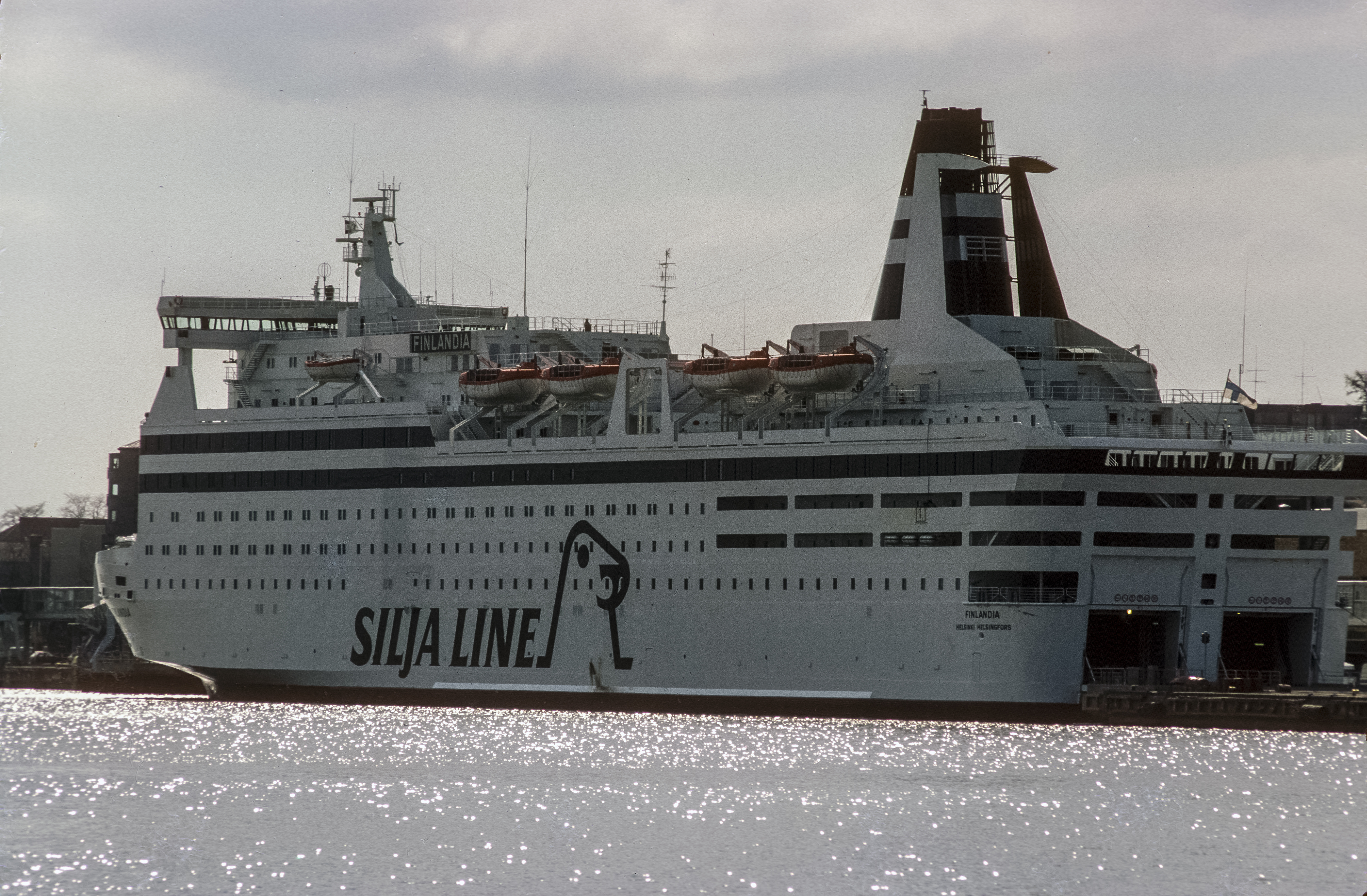
Le Finlandia était, à sa mise en service, le plus grand car-ferry du monde.

Malgré ces difficultés, Silja Line met en service en 1981 les deux cruise-ferries Finlandia et Silvia Regina qui sont alors les plus grands car-ferries au monde. La mise en service de ces nouveaux navires sur la ligne Helsinki - Stockholm permet de transporter 45 % de passagers en plus par rapport à 1980. Plus tard, la même année, Rederi AB Svea est rachetée par Johnson Line. Les cheminées des navires de Svea sont donc repeintes en jaune et bleu, couleurs de Johnson. Le succès rencontré par les deux cruise-ferries incite Effoa et Johnson Line à commander une seconde paire aux chantiers Wärtsilä pour la ligne Turku - Stockholm. Ces navires, de conception voisine des précédents sont le Svea, livré en 1985 et le Wellamo, livré en 1986.

### 1987-1992
L'année 1987 est assez mouvementée pour Silja. En 1986, déjà, Effoa a racheté le Finnjet, célèbre navire rapide qui était, à sa mise en service, le plus grand car-ferry au monde et détenant toujours le record de vitesse pour un navire de sa catégorie. La prestigieuse mais non rentable "Reine de la Baltique" intègre donc la flotte de Silja en 1987. Cette même année, Effoa et Johnson rachètent Rederi AB Sally, l'une des sociétés propriétaires du principal rival de Silja, Viking Line. Les autres compagnies possédant Viking Line exigent cependant que les parts de Sally soient revendues. Effoa et Johnson prennent néanmoins le contrôle des autres compagnies détenues par Sally, notamment Oy Vaasanlaivat - Vasabåtarna Ab, ainsi que des navires. Cette acquisition n'a aucun impact sur le trafic de Silja Line. Plus tard, deux nouveaux cruise-ferries sont commandés aux chantiers Wärtsilä Marine de Turku pour la ligne Helsinki - Stockholm.
Fin 1989, les chantiers Wärtsilä Marine font faillite, ce qui interromps la construction des deux navires de Silja. Un grand retard est alors pris dans la livraison. Afin de continuer la construction aux chantiers de Turku, Effoa et Johnson rachètent des parts dans la nouvelle entreprise Masa-Yards.

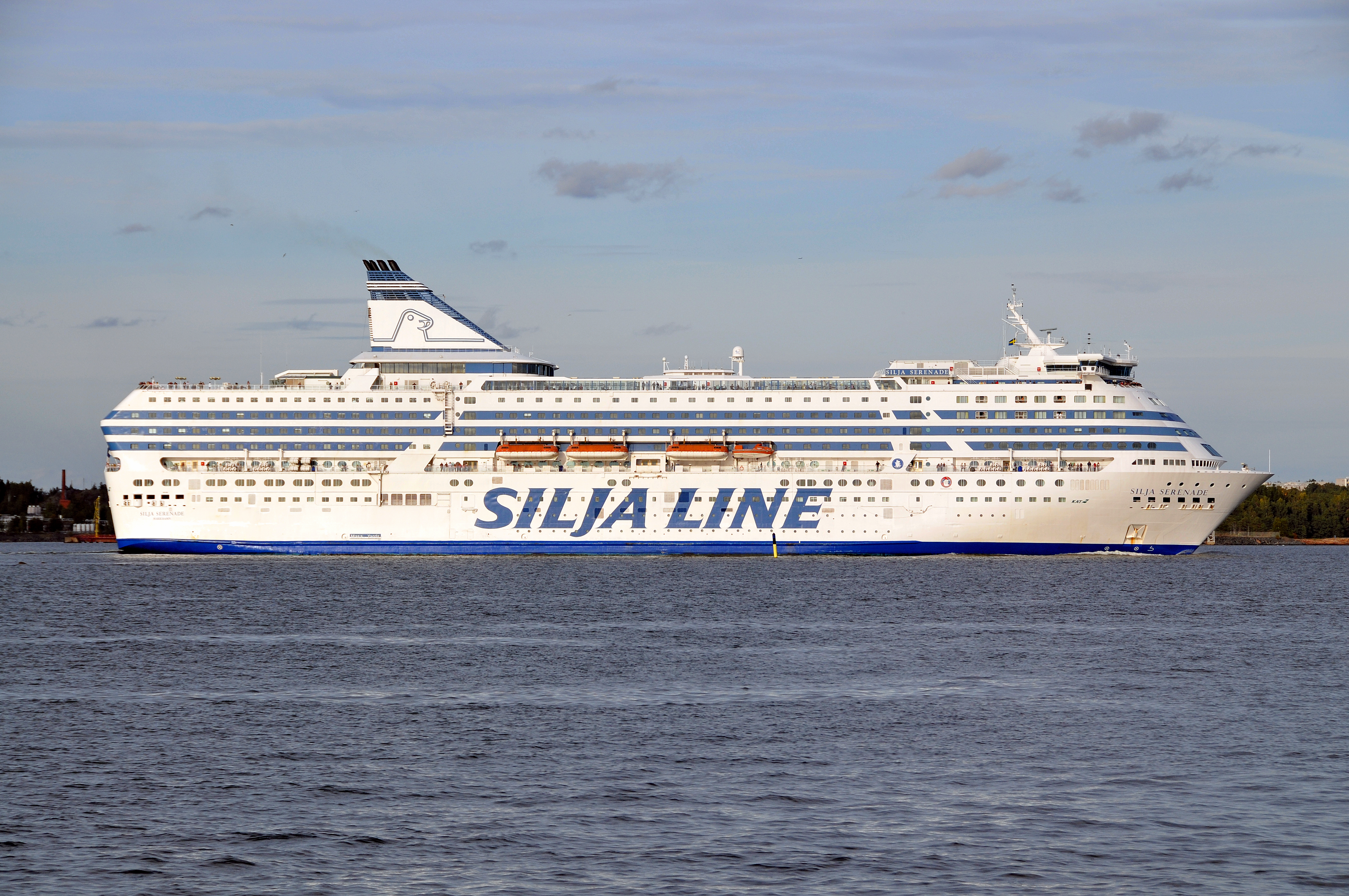
Le Silja Serenade, en service sur la ligne Helsinki - Stockholm depuis 1990.

En 1990, Effoa et Johnson Line fusionnent pour former EffJohn. Les marques respectives des deux anciennes sociétés sont effacées des cheminées des navires de la flotte Silja et remplacées par le logo de la compagnie. En novembre, Silja Line prend livraison du gigantesque cruise-ferry Silja Serenade avec sept mois de retard sur la date prévue. Il remplace le Finlandia qui a été retiré de la flotte puis vendu, posant ainsi problème à Silja Line qui a dû affecter temporairement le Wellamo entre Helsinki et Stockholm afin de pallier son absence. Ainsi, l'un des navires de Rederi AB Sally, le Viking Sally, est affecté à la ligne de Turku jusqu'au retour du Wellamo, il est par la suite transféré au sein de la filiale Wasa Line sous le nom de Wasa King. Le sister-ship de la nouvelle unité, le Silja Symphony, est livré en 1991 et remplace le Silvia Regina qui est également vendu. Malgré leur immense succès, ces navires, dont le coût de construction est très élevé, sont, au début de leur exploitation, difficilement rentables. Avec la crise frappant les compagnies dans les années 1990, EffJohn transfèrent les activités des filiales Wasa Line et Sally Cruises au sein de Silja Line en 1992. Cette année là, les cruise-ferries Svea et Wellamo sont modernisés et renommés respectivement Silja Karneval et Silja Festival.

### 1993-2006

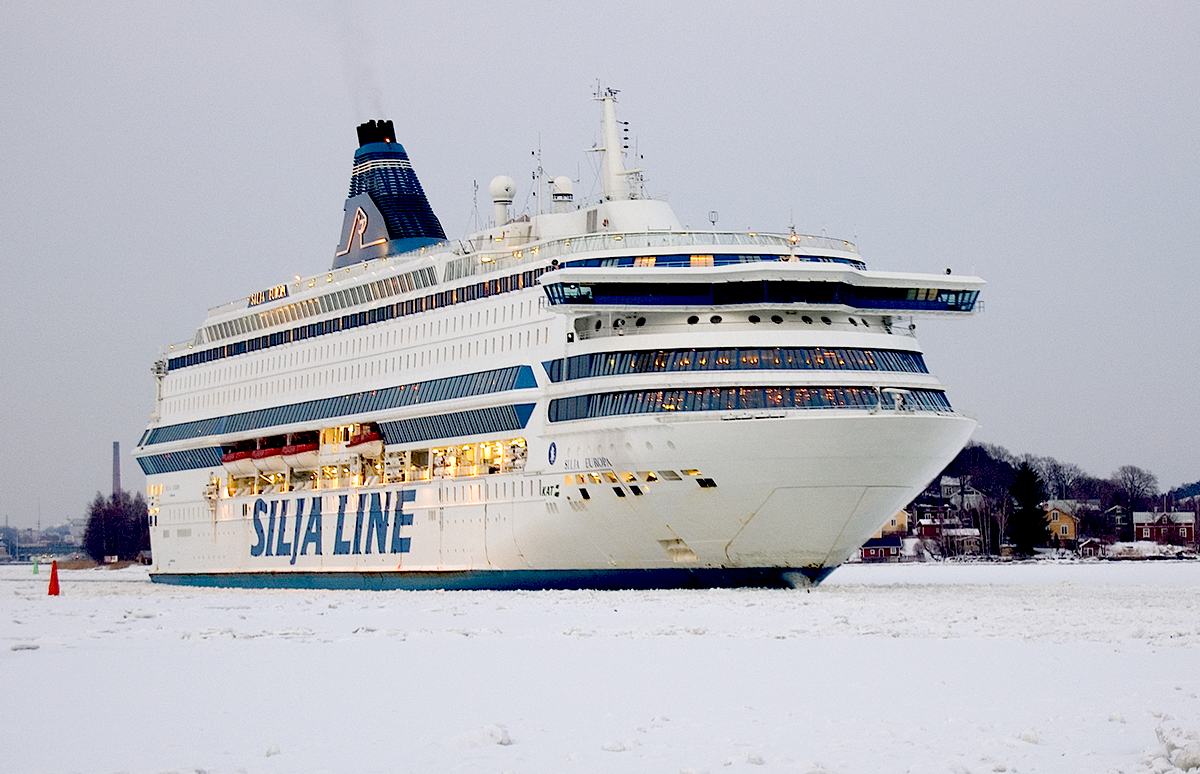
Le Silja Europa, plus grand ferry du monde de 1993 à 2001, devait initialement desservir les lignes de Viking Line.

En janvier 1993, Silja Line fait l'acquisition du contrat de construction du cruise-ferry Europa. Ce navire, commandé par Rederi AB Slite aux chantiers Meyer Werft, était destiné à naviguer sous les couleurs de Viking Line, cependant, Slite n'était plus en mesure d'honorer le paiement et s'était donc résolue à abandonner le contrat. Le navire est renommé Silja Europa et intègre la flotte de Silja. De ce fait, Silja établit un partenariat avec la compagnie suédoise Euroway en faisant naviguer le Silja Festival sur la ligne Malmö - Travemünde - Lübeck sous les couleurs des deux sociétés, cependant, la ligne se révèle rapidement peu rentable et le partenariat prend fin au printemps 1994, conduisant au retour du Silja Festival sur sa ligne habituelle et à la vente du Silja Karneval.
Ce même printemps 1994, le Sally Albatros s'échoue au large d'Helsinki, l'importance des dommages pousse Silja Line à arrêter son exploitation. En septembre survient la catastrophe la plus meurtrière en mer Baltique depuis la fin de la Seconde Guerre mondiale, le naufrage de l‘Estonia, l'ancien Wasa King vendu un an plus tôt à la compagnie estonienne EstLine. Se trouvant à proximité au moment des faits, certains navires de la flotte de Silja, tels que le Silja Europa, le Silja Symphony et le Finnjet, participent à la recherche et au sauvetage des survivants. Le désastre a des répercussions sur les activités de Silja Line qui constate une baisse dans le nombre de passagers transportés. Malgré cela, la compagnie est, à cette époque, le plus grand armateur sur les lignes de la mer Baltique, devant Viking Line, mais reste cependant en proie à situation financière instable. En 1995, EffJohn change de nom et prend celui de Silja Line. En 1998, la société modifie une nouvelle fois son nom et devient Neptune Maritime.
En 1999, les ventes de produits hors taxes sur les lignes intra Union Européenne prend fin, poussant Silja à faire escale leurs navires à Mariehamn à chaque traversée. En effet, malgré l'appartenance de la Finlande à l'Union Européenne, les îles Åland conservent leur statut d'autonomie leur permettant de rester en dehors de la zone taxée. Cette même année est marquée par un changement majeur au niveau de l'actionnariat de la compagnie avec le rachat de la majorité des parts de Neptune Maritime par la société Sea Containers. L'année suivante, les nouveaux propriétaires transfèrent un de leurs navires, le Super SeaCat, au sein de Silja sur la ligne Helsinki - Tallinn. Entre-temps, Neptune Maritime change une nouvelle fois de nom pour Silja Oyj Abp. Enfin, la ligne entre Vaasa et Umeå, peu rentable, est fermée.
En 2004, Sea Containers devient l'unique propriétaire de Silja Line. Si la compagnie se révèle rentable, ce n'est cependant pas le cas d'autres sociétés détenues par Sea Containers. À la fin de l'année 2005, celle-ci annonce vouloir se séparer de ses activités dans le secteur des car-ferries, sous entendant naturellement la cession de Silja Line. Afin de se préparer à la vente, les navires peu rentables tels que le Finnjet et l‘Opera sont retirés du service et des travaux de modernisation sont entrepris sur le Silja Serenade et le Silja Symphony.

### Depuis 2006

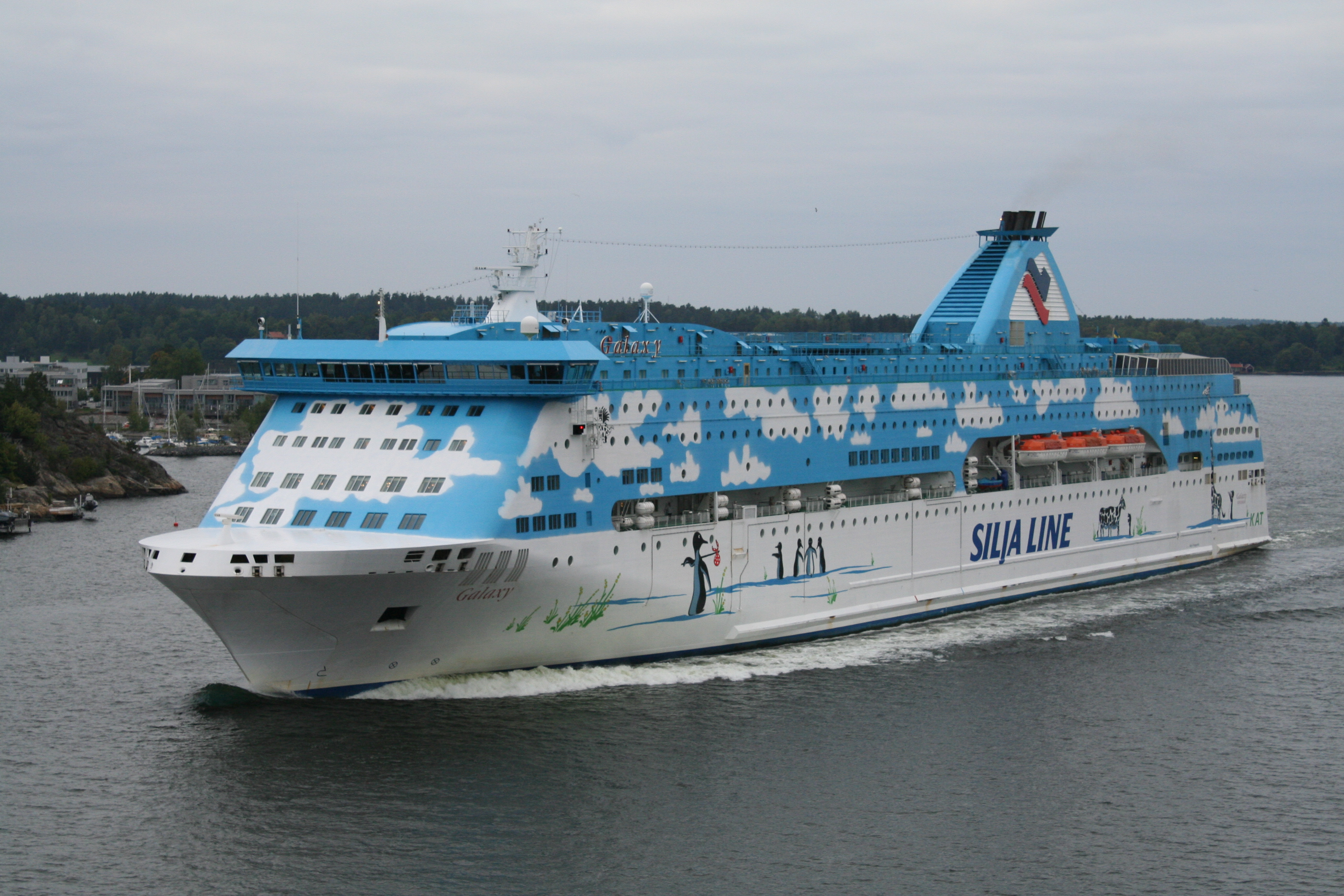
Le cruise-ferry Galaxy transféré de la flotte de Tallink à celle de Silja en 2008.

En mai 2006, Silja Line est vendue à la compagnie estonienne Tallink. La compagnie, rebaptisée Tallink Silja Oy, devient, de ce fait, une filiale du groupe estonien mais conserve ses couleurs sur ses lignes historiques. Les marques des deux opérateurs apparaissent désormais conjointement sur les publicités ainsi que les brochures. Les agences de Tallink et de Superfast en Finlande fusionnent avec celles de Silja pour former le groupe Oyj Silja Abp, responsable des opérations commerciales finlandaise de Tallink Silja. La société sera rapidement renommée Tallink Silja Oy. Il en est de même en Suède avec la création du groupe Tallink Silja AB.
En 2008, Tallink transfère le cruise-ferry Galaxy sur la ligne Turku - Mariehamn - Stockholm en remplacement du Silja Festival qui rejoint la flotte de Tallink. La marque Silja Line est alors peinte sur les flancs du Galaxy.
En 2013, Tallink transfère le Baltic Princess, sister-ship du Galaxy, en remplacement du Silja Europa qui passe sous pavillon estonien.

## Identité visuelle
Depuis la création de la marque Silja Line en 1970, les navires de la compagnie arborent traditionnellement une coque blanche. Initialement, la marque Silja Line était inscrite en noir sur les flancs des navires, de même que l'emblème représentant le phoque. Les cheminées arboraient pour leur part les couleurs des différents armateurs qui détenaient les navires à l'époque. À l'occasion de la mise en service du Finlandia en 1981, la compagnie rajoute à son identité visuelle des bandes noires qui viennent border les hublots des ponts supérieurs sur toute la longueur des navires. En 1990, Silja Line délaisse la couleur noire pour le bleu. En conséquence, les logos et les bandes décorant les navires sont repeints en bleu. L'emblème de la compagnie est également retiré des coques pour apparaître dorénavant sur les cheminées. Dans les années 1990, des livrées plus originales seront peintes sur certains navires, tels que les jumeaux Silja Karneval et Silja Festival qui verront leur bandes remplacées par une décoration plus fantaisiste. En 2012 à l'occasion du rachat de Silja Line par Tallink quelques années plus tôt, le logo est modernisé. La graphie est légèrement modifiée avec l'abandon de l'italique au profit d'une typo plus conventionnelle similaire à celle du logo de Tallink. 

Logos de Silja Line
Logo Silja Line de 1970 à 1990.
Logo Silja Line de 1990 à 2012.
Logo actuel de Silja Line depuis 2012.

## Lignes desservies
Depuis sa création, Silja Line exploite ses navires sur les lignes régulières entre la Finlande, l'archipel d'Åland et la Suède.
Chaque soir, la compagnie assure une traversée quotidienne depuis Helsinki vers Stockholm et vice-versa. Les départs d'Helsinki ont lieu généralement à 17h00 pour une arrivée à 9h30 le lendemain et ceux de Stockholm à 16h45 pour une arrivée à 9h55. Une escale à Mariehamn sur le territoire d'Åland est réalisée à chaque traversée afin de permettre aux passagers de profiter de la faible taxation des articles. La ligne est desservie par les Silja Symphony et Silja Serenade.
La traversée entre Turku et Stockholm est assurée tous les jours. Les navires font également escale à Mariehamn. La ligne est assurée par le Baltic Princess.

## Flotte

### Flotte actuelle
Voir aussi Tallink - Flotte actuelle
En 2025, Silja Line exploite trois cruise-ferries sur ses lignes. 
| Navire          | Pavillon | Type         | Construction | Entrée en flotte | tonnage    | Longueur | Largeur | Passagers | Véhicules | Vitesse    | Statut     |
| --------------- | -------- | ------------ | ------------ | ---------------- | ---------- | -------- | ------- | --------- | --------- | ---------- | ---------- |
| Silja Symphony  |          | Cruise-ferry | 1991         | 1991             | 58 377 UMS | 203 m    | 31,50 m | 2 852     | 450       | 23 nœuds   | En service |
| Silja Serenade  |          | Cruise-ferry | 1990         | 1990             | 58 376 UMS | 203 m    | 31,50 m | 2 852     | 450       | 23 nœuds   | En service |
| Baltic Princess |          | Cruise-ferry | 2008         | 2013             | 48 915 UMS | 212,10 m | 29 m    | 2 800     | 420       | 24,5 nœuds | En service |

### Anciens navires
| Navire            | Pavillon | Type                    | Mise en service | Période             | tonnage    | Longueur | Largeur | Passagers | Véhicules         | Vitesse     | Statut |
| ----------------- | -------- | ----------------------- | --------------- | ------------------- | ---------- | -------- | ------- | --------- | ----------------- | ----------- | --- |
| Sunnanhav         |          | Paquebot                | 1959            | 1959                | ?          | 60,58 m  | 10,04 m | ?         | ?                 | 12 nœuds    | Rendu à son propriétaire. Rayé des listes en 1987. |
| Regin             |          | Paquebot                | 1921            | 1960                | 1 431 UMS  | 73 m     | 10,98 m | 465       | 25                | 14 nœuds    | Rendu à son propriétaire. Démoli en 1968. |
| Warjo             |          | Paquebot                | 1927            | 1957-1964           | 861 UMS    | 56,86 m  | 9,66 m  | ?         | -                 | 10,5 nœuds  | Démoli en 1983. |
| Bore II           |          | Paquebot                | 1906            | 1960-1965           | 1 761 UMS  | 87,53 m  | 11,28 m | 783       | -                 | 14 nœuds    | Rendu à son propriétaire. Démoli en 1967. |
| Silja             |          | Paquebot                | 1915            | 1957-1967           | 1 598 UMS  | 73,77 m  | 11,01 m | 600       | 47                | 12 nœuds    | Démoli en 1971. |
| Floria            |          | Roulier                 | 1964            | 1964-1967           | 499 UMS    | 73,20 m  | 10,44 m | ?         | ?                 | 12 nœuds    | Coulé en 1995. |
| Botnia Express    |          | Ferry                   | 1960            | 1967                | 2 240 UMS  | 86,47 m  | 14,79 m | 809       | 152               | 16,5 nœuds  | Rendu à son propriétaire. Coulé en 1987. |
| Viking I          |          | Ferry                   | 1964            | 1969                | 5 440 UMS  | 99,50 m  | 18,32 m | 940       | 180               | 18,5 nœuds  | Rendu à son propriétaire. Démoli en 2008. |
| Nordek            |          | Ferry                   | 1961            | 1970                | 2 375 UMS  | 87,38 m  | 15,04 m | 908       | 120               | 17 nœuds    | Rendu à son propriétaire. Coulé en 2003. |
| Donautal          |          | Roulier                 | 1970            | 1970                | 3 575 UMS  | 96,81 m  | 15,81 m | 12        | 410 m linéaires   | 14 nœuds    | Rendu à son propriétaire. |
| Holmia            |          | Ferry                   | 1960            | 1965-1971           | 2 196 UMS  | 88,36 m  | 15,26 m | 900       | 80                | 17,5 nœuds  | Rayé des listes en 2011. |
| Aallotar          |          | Paquebot                | 1952            | 1970-1971           | 2 776 UMS  | 92,44 m  | 14,26 m | 1 000     | 20                | 15 nœuds    | Transformé en ponton en 1975. |
| Bonanza           |          | Ferry                   | 1972            | 1972                | 2 718 UMS  | 94,70 m  | 16,26 m | 750       | 200               | 19 nœuds    | Rendu à son propriétaire. |
| Bore VII          |          | Roulier                 | 1972            | 1972                | 3 166 UMS  | 113,46 m | 19,23 m | 12        | 1 000 m linéaires | 16,5 nœuds  | Démoli en 2011. |
| Finlandia         |          | Ferry                   | 1967            | 1972                | 8 583 UMS  | 153 m    | 20 m    | 1 000     | 321               | 22 nœuds    | Rendu à son propriétaire. |
| Holmia            |          | Roulier                 | 1971            | 1971-1973           | 2 499 UMS  | 118,41 m | 16,04 m | 12        | 528 m linéaires   | 19 nœuds    | Démoli en Turquie en 2000. |
| Birger Jarl       |          | Paquebot                | 1953            | 1970-1973           | 2 798 UMS  | 92,50 m  | 14,28 m | 515       | 30                | 15 nœuds    | Hôtel flottant en Suède depuis 2016. |
| Silvia            |          | Roulier                 | 1972            | 1972-1973           | 2 499 UMS  | 118,41 m | 16,04 m | 12        | 30                | 19 nœuds    | Démoli en Turquie en 2000. |
| Nordia            |          | Ferry                   | 1962            | 1962-1974           | 3 631 UMS  | 101,60 m | 18,53 m | 1 000     | 175               | 17,5 nœuds  | Incendié en 1987 puis démoli en Grèce en 1988. |
| Botnia            |          | Ferry                   | 1967            | 1967-1975           | 3 514 UMS  | 101,60 m | 18,53 m | 1 042     | 195               | 19 nœuds    | Retiré en 2008. |
| Floria            |          | Ferry                   | 1970            | 1970-1975           | 4 051 UMS  | 101,60 m | 18,53 m | 1 000     | 180               | 19 nœuds    | Démoli en Inde en 2004. |
| Drottningen       |          | Ferry                   | 1968            | 1975                | 5 625 UMS  | 115,70 m | 18,02 m | 1 400     | 180               | 18 nœuds    | Rendu à son propriétaire. |
| Bore III          |          | Paquebot                | 1952            | 1970-1976           | 3 007 UMS  | 90,77 m  | 14,26 m | 700       | 20                | 15 nœuds    | Coulé en 1977 puis démoli en 1982. |
| Bore              |          | Paquebot                | 1960            | 1970-1976           | 3 492 UMS  | 99,38 m  | 15,28 m | 742       | 50                | 17 nœuds    | Hôtel flottant à Turku depuis 2011. |
| Svea Jarl         |          | Paquebot                | 1962            | 1970-1976           | 4 334 UMS  | 101,40 m | 19,25 m | 1 020     | 60                | 16 nœuds    | Rayé des listes en 2013. |
| Aallotar          |          | Ferry                   | 1972            | 1972-1978           | 7 801 UMS  | 126,79 m | 19,54 m | 1 000     | 170               | 21 nœuds    | Démoli en Inde en 2004. |
| Regina            |          | Ferry                   | 1972            | 1972-1979           | 8 020 UMS  | 126,93 m | 19,59 m | 1 000     | 170               | 21 nœuds    | Démoli en Inde en 2005. |
| Skandia           |          | Ferry                   | 1973            | 1973-1983           | 8 528 UMS  | 127,80 m | 22,05 m | 1 200     | 359               | 19 nœuds    | Vendu à plusieurs reprises en Baltique et en Méditerranée. Navigue actuellement pour le compte de Ventouris Ferries.                                                         |
| Ilmatar           |          | Ferry                   | 1964            | 1970-1979           | 7 155 UMS  | 128,31 m | 16,40 m | 470       | 50                | 21 nœuds    | Démoli à Saint-Domingue en 2012. |
| Arona             |          | Roulier                 | 1972            | 1984                | 2 386 UMS  | 118,09 m | 16,04 m | 12        | 866 m linéaires   | 18 nœuds    | Rendu à son propriétaire. |
| Granö             |          | Roulier                 | 1972            | 1984                | 6 095 UMS  | 118,17 m | 16,06 m | 12        | 866 m linéaires   | 18 nœuds    | Rendu à son propriétaire. |
| Svea Corona       |          | Ferry                   | 1975            | 1975-1984           | 12 576 UMS | 153 m    | 22,34 m | 1 200     | 240               | 21 nœuds    | Démoli en 1995. |
| Gunilla           |          | Roulier                 | 1972            | 1985                | 2 384 UMS  | 119 m    | 16,10 m | 12        | 866 m linéaires   | 18 nœuds    | Rendu à son propriétaire. |
| Svea Corona       |          | Ferry                   | 1975            | 1975-1981/1984-1985 | 12 348 UMS | 153,12 m | 22,04 m | 1 200     | 240               | 21 nœuds    | Vendu à DFDS puis affrété de 1984 à 1985. Coulé en 2017. |
| Finnfellow        |          | Roulier                 | 1973            | 1988                | 6 304 UMS  | 137,34 m | 24,57 m | 110       | 1 390 m linéaires | 19,2 nœuds  | Rendu à son propriétaire. |
| Finlandia         |          | Cruise-ferry            | 1981            | 1981-1990           | 25 905 UMS | 166,10 m | 28,46 m | 2 000     | 450               | 22 nœuds    | Vendu à la compagnie danoise DFDS Seaways puis à l'armateur russe St Peter Line en 2010. Navigue pour Moby Lines depuis 2017.                                                |
| Silja Star        |          | Cruise-ferry            | 1980            | 1990                | 15 566 UMS | 155,43 m | 24,21 m | 2 000     | 460               | 21 nœuds    | Transféré au sein de Wasa Line. Vendu à la compagnie estonienne EstLine en 1993, coulé en 1994.                                                                              |
| Silvia Regina     |          | Cruise-ferry            | 1981            | 1981-1991           | 25 905 UMS | 166,10 m | 28,46 m | 2 000     | 450               | 22 nœuds    | Vendu à la compagnie suédoise Stena Line. |
| Moby Vincent      |          | Ferry                   | 1974            | 1993                | 12 187 UMS | 120,78 m | 21,50 m | 1 084     | 480               | 20,25 nœuds | Affrété puis rendu à son propriétaire. |
| Silja Karneval    |          | Cruise-ferry            | 1985            | 1985-1994           | 34 414 UMS | 168,45 m | 27,60 m | 1 803     | 400               | 22 nœuds    | Vendu à la compagnie norvégienne Color Line. Navigue depuis 2008 pour le groupe Corsica Ferries.                                                                             |
| Silja Scandinavia |          | Cruise-ferry            | 1992            | 1994-1997           | 35 492 UMS | 171,50 m | 28,20 m | 2 420     | 400               | 21,5 nœuds  | Vendu à Viking Line, navigue désormais sous le nom de Gabriella. |
| Sally Star        |          | Ferry                   | 1981            | 1997                | 17 046 UMS | 141 m    | 22,81 m | 1 536     | 450               | 19,5 nœuds  | Affrété puis rendu à son propriétaire. |
| Stena Invicta     |          | Ferry                   | 1985            | 1998                | 19 763 UMS | 137 m    | 24,61 m | 1 720     | 370               | 17,5 nœuds  | Affrété puis rendu à son propriétaire. |
| SeaCat Danmark    |          | Navire à grande vitesse | 1991            | été 2000            | 3 003 UMS  | 77,76 m  | 26 m    | 450       | 84                | 36 nœuds    | Rendu à son propriétaire. |
| Wasa Queen        |          | Ferry                   | 1975            | 1976-1989/1992-2001 | 16 546 UMS | 153 m    | 22,04 m | 1 599     | 210               | 21 nœuds    | Vendu une première fois en 1989 puis réintègre de nouveau la flotte en 1992 via la filiale Wasa Line. Définitivement vendu en 2001 puis finalement démoli en 2013.           |
| Fennia            |          | Ferry                   | 1966            | 1966-2001           | 10 542 UMS | 128,88 m | 19,67 m | 1 200     | 265               | 18,5 nœuds  | Démoli en 2010. |
| SuperSeaCat One   |          | Navire à grande vitesse | 1997            | été 2005            | 4 662 UMS  | 100 m    | 17,10 m | 782       | 175               | 38 nœuds    | Laissé à Sea Containers lors de la cession de Silja au groupe Tallink. Navigue actuellement pour le compte de la compagnie SeaJets sous le nom de Speedrunner Jet 2.         |
| SuperSeaCat Four  |          | Navire à grande vitesse | 1999            | étés 2000-2006      | 4 465 UMS  | 100 m    | 17,10 m | 782       | 175               | 38 nœuds    | Laissé à Sea Containers lors de la cession de Silja au groupe Tallink. Navigue actuellement pour le compte de la compagnie grecque SeaJets sous le nom Superruner Jet.       |
| Finnjet           |          | Ferry rapide            | 1977            | 1986-2006           | 32 490 UMS | 212,96 m | 24,45 m | 1 686     | 390               | 30,5 nœuds  | Peu rentable, affrété comme hôtel flottant à divers endroits puis finalement démoli en 2008.                                                                                 |
| Silja Opera       |          | Navire de croisière     | 1980            | 1992-2006           | 25 611 UMS | 158,90 m | 25,20 m | 1 200     | -                 | 21 nœuds    | Vendu à la compagnie grecque Louis Cruise Lines |
| SuperSeaCat Three |          | Navire à grande vitesse | 1999            | étés 2003-2006      | 4 465 UMS  | 100 m    | 17,10 m | 782       | 175               | 38 nœuds    | Laissé à Sea Containers lors de la cession de Silja au groupe Tallink. Navigue actuellement pour le compte de la compagnie grecque SeaJets sous le nom de Speedrunner Jet 2. |
| Silja Festival    |          | Cruise-ferry            | 1986            | 1986-2008           | 34 414 UMS | 168,45 m | 27,60 m | 1 803     | 400               | 22 nœuds    | Transféré dans la flotte de Tallink puis vendu en 2015 au groupe Corsica Ferries.                                                                                            |
| Silja Europa      |          | Cruise-ferry            | 1993            | 1993-2013           | 59 912 UMS | 201,80 m | 32,50 m | 3 696     | 400               | 21,5 nœuds  | Transféré dans la flotte de Tallink. |
| Galaxy            |          | Cruise-ferry            | 2006            | 2008-2022           | 48 915 UMS | 212,10 m | 29 m    | 2 800     | 420               | 24,5 nœuds  | Employé par Tallink comme hôtel flottant aux Pays-Bas. |